# Hipodrom u mostu Alma

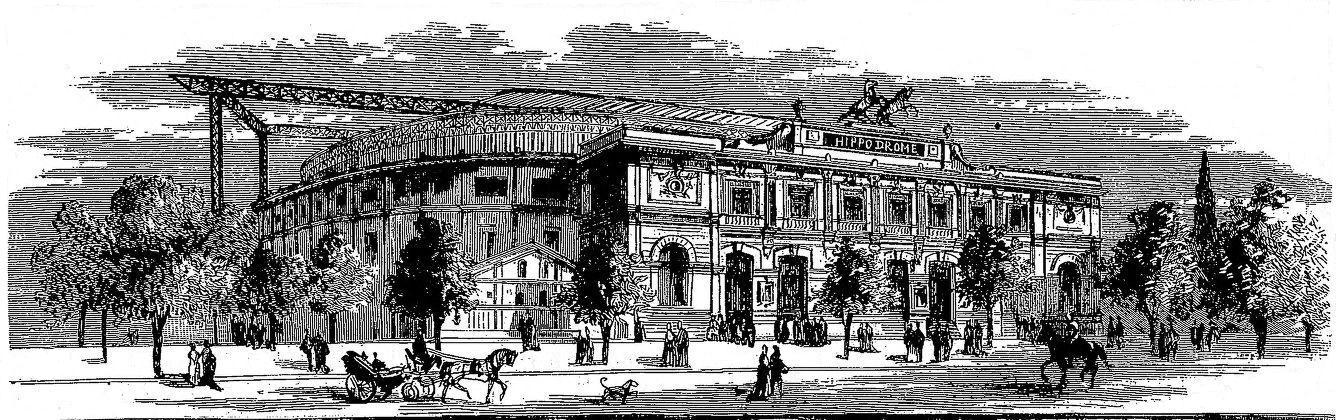
Pohled na hipodrom

Hipodrom u mostu Alma (francouzsky Hippodrome au pont de l'Alma) bylo dostihové závodiště v Paříži. Nacházelo se na pravém břehu Seiny u mostu Alma. Hipodrom fungoval v letech 1877–1892 a byl zrušen kvůli světové výstavě v roce 1900. Iniciátorem založení hipodromu byl impresário Charles Zidler, spoluzakladatel podniku Moulin Rouge.

## Historie
Hipodrom byl otevřen v roce 1877 jako čtvrté dostihové závodiště v Paříži po hipodromech na Place de l'Étoile (1845–1855), Plaine de Passy (1856–1869) a provizorním hipodromu na Champs-Élysées, který byl otevřen v roce 1875. Činnost hipodromu skončila v roce 1892, kdy majitel pozemků neprodloužil provozovatelům smlouvu. Místo bylo určeno pro pavilony na světovou výstavu v roce 1900. Hipodrom byl proto přesunut do severní části města, kde byl v roce 1900 otevřen hipodrom Montmartre.